# Associazione Sportiva Biellese 1939-1940
Questa voce raccoglie le informazioni riguardanti l'Associazione Sportiva Biellese nelle competizioni ufficiali della stagione 1939-1940.

## Rosa
| N. |                      | Ruolo | Calciatore         |
| -- | -------------------- | ----- | ------------------ |
|    | Italia (bandiera)    | C     | Dante Amarilli     |
|    | Italia (bandiera)    | C     | Giovanni Bagnalone |
|    | Italia (bandiera)    | C     | Maurizio Biella    |
|    | Italia (bandiera)    | C     | Alberto Cobiati    |
|    | Italia (bandiera)    | P     | Valentino Degani   |
|    | Italia (bandiera)    | A     | Luciano Degara     |
|    | Italia (bandiera)    | C     | Teresio Dutto      |
|    | Italia (bandiera)    | A     | Aldo Fumagalli     |
|    | Argentina (bandiera) | C     | Ricardo Frione     |
|    | Italia (bandiera)    | A     | Ettore Giorgi      |
|    | Italia (bandiera)    | C     | Ermando Malinverni |
|    | Italia (bandiera)    | A     | Renato Manarella   |

| N. |                   | Ruolo | Calciatore          |
| -- | ----------------- | ----- | ------------------- |
|    | Italia (bandiera) | A     | Enrico Manna        |
|    | Italia (bandiera) | C     | Renzo Mosca         |
|    | Italia (bandiera) | D     | Alfredo Orso        |
|    | Italia (bandiera) | C     | Fernando Piazza     |
|    | Italia (bandiera) | D     | Pacifico Poli       |
|    | Italia (bandiera) | D     | Giordano Roggero    |
|    | Italia (bandiera) | D     | Duilio Santagostino |
|    | Italia (bandiera) | P     | Fulvio Sirio        |
|    | Italia (bandiera) | A     | Gianni Stratta      |
|    | Italia (bandiera) | A     | Luigi Talano        |
|    | Italia (bandiera) | A     | Alfredo Viano       |
|    | Italia (bandiera) | D     | Isidoro Voinich     |

## Risultati

### Serie C

#### Girone C

##### Girone di andata
| Ponte San Pietro 24 settembre 1939 1ª giornata | Pro Ponte | 0 – 3 referto | Biellese |  |

| Biella 1 ottobre 1939 2ª giornata | Biellese | 1 – 0 referto | Monza | Stadio Lamarmora |

| 8 ottobre 1939 3ª giornata |  | – Turno di riposo |  |  |

| Biella 15 ottobre 1939 4ª giornata | Biellese | 2 – 0 referto | Gallaratese | Stadio Lamarmora |

| Como 22 ottobre 1939 5ª giornata | Como | 0 – 3 referto | Biellese |  |

| Biella 29 ottobre 1939 6ª giornata | Biellese | 0 – 1 referto | Seregno | Stadio Lamarmora |

| Busto Arsizio 5 novembre 1939 7ª giornata | Pro Patria | 1 – 0 referto | Biellese |  |

| Biella 19 novembre 1939 8ª giornata | Biellese | 2 – 0 referto | Lecco | Stadio Lamarmora |

| Cusano Milanino 3 dicembre 1939 9ª giornata | Gerli | 0 – 5 referto | Biellese |  |

| Biella 10 dicembre 1939 10ª giornata | Biellese | 1 – 1 referto | Omegna | Stadio Lamarmora |

| Varese 17 dicembre 1939 11ª giornata | Varese | 3 – 1 referto | Biellese |  |

| Biella 31 dicembre 1939 12ª giornata | Biellese | 0 – 1 referto | Cantù | Stadio Lamarmora |

| Carate Brianza 7 gennaio 1940 13ª giornata | Caratese | 0 – 0 referto | Biellese |  |

| Domodossola 14 gennaio 1940 14ª giornata | Juventus Domo | 1 – 2 referto | Biellese |  |

| Biella 21 gennaio 1940 15ª giornata | Biellese | 0 – 0 referto | Legnano | Stadio Lamarmora |

##### Girone di ritorno
| Biella 28 gennaio 1940 16ª giornata | Biellese | 4 – 1 referto | Pro Ponte | Stadio Lamarmora |

| Monza 4 febbraio 1940 17ª giornata | Monza | 1 – 0 referto | Biellese |  |

| 11 febbraio 1940 18ª giornata |  | – Turno di riposo |  |  |

| Gallarate 18 febbraio 1940 19ª giornata | Gallaratese | 0 – 0 referto | Biellese |  |

| Biella 25 febbraio 1940 20ª giornata | Biellese | 4 – 1 referto | Como | Stadio Lamarmora |

| Seregno 10 marzo 1940 21ª giornata | Seregno | 1 – 3 referto | Biellese |  |

| Biella 17 marzo 1940 22ª giornata | Biellese | 2 – 0 referto | Pro Patria | Stadio Lamarmora |

| Lecco 24 marzo 1940 23ª giornata | Lecco | 4 – 0 referto | Biellese |  |

| Biella 31 marzo 1940 24ª giornata | Biellese | 1 – 0 referto | Gerli | Stadio Lamarmora |

| Biella 7 aprile 1940 25ª giornata | Omegna | 1 – 0 referto | Biellese |  |

| Biella 21 aprile 1940 26ª giornata | Biellese | 2 – 3 referto | Varese | Stadio Lamarmora |

| Cantù 28 aprile 1940 27ª giornata | Cantù | 2 – 1 referto | Biellese |  |

| Biella 12 maggio 1940 28ª giornata | Biellese | 1 – 0 referto | Caratese | Stadio Lamarmora |

| Biella 19 maggio 1940 29ª giornata | Biellese | 3 – 2 referto | Juventus Domo | Stadio Lamarmora |

| Legnano 26 maggio 1940 30ª giornata | Legnano | 2 – 1 referto | Biellese |  |

### Coppa Italia
| Biella 3 settembre 1939 Qualificazioni | Biellese | 5 – 0 referto | Juventus Domo | Stadio Lamarmora |

| Biella 10 settembre 1939 Primo turno | Biellese | 2 – 0 referto | Casale | Stadio Lamarmora |

| Biella 17 settembre 1939 Secondo turno | Biellese | 3 – 1 referto | Cantù | Stadio Lamarmora |

| Biella 12 novembre 1939 Terno turno | Biellese | 5 – 4 referto | Pro Vercelli | Stadio Lamarmora |

| Biella 24 dicembre 1939 Sedicesimi di finale | Biellese | 0 – 3 referto | Juventus | Stadio Lamarmora |